# Serhij Kozub
Serhij Ihorowycz Kozub (ukr. Сергій Ігорович Козуб; ur. 23 stycznia 1995) – ukraiński zapaśnik startujący w stylu klasycznym.
Zajął 22. miejsce na mistrzostwach Europy w 2023. Drugi na ME U-23 w 2017 roku. 